# Домбчин
Домбчин (пол. Dąbczyn) — село в Польщі, у гміні Цехановець Високомазовецького повіту Підляського воєводства.
Населення — 31 особа (2011).
У 1975-1998 роках село належало до Ломжинського воєводства.

## Демографія
Демографічна структура станом на 31 березня 2011 року:
|          | Загалом | Допрацездатний вік | Працездатний вік | Постпрацездатний вік |
| -------- | ------- | ------------------ | ---------------- | -------------------- |
| Чоловіки | 16      | 2                  | 11               | 3                    |
| Жінки    | 15      | 4                  | 8                | 3                    |
| Разом    | 31      | 6                  | 19               | 6                    |